# Communauté de communes Cœur Pays de Retz
Die Communauté de communes Cœur Pays de Retz ist ein ehemaliger französischer Gemeindeverband mit der Rechtsform einer Communauté de communes im Département Loire-Atlantique in der Region Pays de la Loire. Sie wurde am 26. Dezember 1994 gegründet und umfasste sechs Gemeinden. Der Verwaltungssitz befand sich im Ort Sainte-Pazanne.

## Historische Entwicklung
Mit Wirkung vom 1. Januar 2017 fusionierte der Gemeindeverband mit der Communauté de communes de Pornic und bildete so die Nachfolgeorganisation Pornic Agglo Pays de Retz.

## Ehemalige Mitgliedsgemeinden
1. Cheix-en-Retz
2. Port-Saint-Père
3. Rouans
4. Sainte-Pazanne
5. Saint-Hilaire-de-Chaléons
6. Vue